# Позаріха
Позарі́ха (рос. Позариха) — село у складі Каменського міського округу Свердловської області.
Населення — 2273 особи (2010, 2210 у 2002).
Національний склад станом на 2002 рік: росіяни — 90 %.